# Peter Stephan (Fußballspieler)
Peter Stephan (* 23. Dezember 1959) ist ein ehemaliger deutscher Fußballspieler. In Leipzig spielte er für den 1. FC Lokomotive und die BSG Chemie in der DDR-Oberliga, der höchsten Spielklasse im DDR-Fußball.

## Sportliche Laufbahn
Mit 18 Jahren erreichte Peter Stephan im DDR-Fußball erstmals landesweite Bekanntheit, als er 1978 mit dem 1. FC Lokomotive Leipzig die DDR-Nachwuchsmeisterschaft gewann. Hauptsächlich als rechter Stürmer eingesetzt spielte Stephan für den 1. FC Lok bis 1983 weiter in der Nachwuchsoberliga. In der Saison 1980/81 wurde er erstmals in der DDR-Oberliga eingesetzt, wobei er am 2. und am 3. Spieltag jeweils in der 2. Halbzeit eingewechselt wurde. Bis einschließlich der Saison 1983/84 erschien Stephan nie im offiziellen Oberliga-Aufgebot des 1. FC Lok. Wohl kam er aber in der Spielzeit 1983/84 zu weiteren fünf Oberligaeinsätzen. Nachdem er zuvor mit der 2. Mannschaft in der drittklassigen Bezirksliga eingesetzt worden war, gab Trainer Harro Miller Stephan in der Oberligarückrunde in fünf Begegnungen eine Bewährungschance als Einwechselspieler, die aber nicht mehr zu weiteren Einsätzen führte.
Zur Spielzeit 1984/85 wechselte Stephan zum Stadtrivalen BSG Chemie Leipzig. Die Chemiker spielten ebenfalls in der Oberliga, aber Stephan kam zunächst nur zu zwei Oberligaeinsätzen, in denen er insgesamt nur zu 65 Spielminuten kam. Lediglich im Achtelfinalspiel um den DDR-Fußballpokal 1. FC Magdeburg – Chemie Leipzig (4:1) wurde er über die gesamte Spieldauer eingesetzt. Anschließend stieg Chemie Leipzig in die DDR-Liga ab, Stephan wurde aber im Spielerkader nicht mehr aufgeführt. Stattdessen spielte er mit der 2. Mannschaft in der Bezirksliga. Lediglich im Achtel- und Viertelfinalspiel des DDR-Pokals 1986/87 wurde er in der 1. Mannschaft eingesetzt. In der Saison 1986/87 kehrte Stephan wieder offiziell in den DDR-Liga-Kader zurück. Nachdem er bis zur Schlussphase der Saison nur in Abständen in fünf Ligaspielen eingesetzt worden war, bestritt er vom 25. Spieltag alle zehn restlichen Punktspiele, wobei er sechsmal auf der rechten Sturmseite aufgeboten wurde, aber nur zu einem Torerfolg kam. Seine letzte Spielzeit in der DDR-Liga absolvierte Stephan 1987/88. Bis zum 10. Spieltag wurde er regelmäßig im Angriff eingesetzt, kam danach aber nur noch sporadisch zum Einsatz. Sein einziges Tor in dieser Saison und das letzte für Chemie Leipzig überhaupt erzielte er am 7. Spieltag. Nach dem Saisonende teilte die Mannschaftsleitung mit, dass der erst 28-jährige Peter Stephan seine leistungssportliche Laufbahn beendet habe.